# Thryptomene micrantha
Thryptomene micrantha là một loài thực vật có hoa trong Họ Đào kim nương. Loài này được Hook.f. miêu tả khoa học đầu tiên năm 1853.